# Ben Zemanski
Ben Zemanski (Pittsburgh, 12 maggio 1988) è un allenatore di calcio ed ex calciatore statunitense, di ruolo centrocampista.

## Palmarès

### Giocatore

#### Competizioni nazionali
- Campionato MLS: 1

Portland Timbers: 2015